# 즐라트코 자호비치
즐라트코 자호비치(슬로베니아어: Zlatko Zahović, 1971년 2월 1일, 마리보르 ~ )는 슬로베니아의 은퇴한 축구 선수로 포지션은 스트라이커와 공격형 미드필더였으며 슬로베니아 대표팀에서 국제 A매치 80경기를 뛰는 동안 35골을 터뜨리며 슬로베니아 역대 대표팀 선수 가운데 A매치 최다 득점 기록을 보유하고 있다.

## 선수 시절
코비나르 마리보르 유스팀에서 축구 선수 생활을 시작했으며, 그는 1989년 당시, 마리보르에서 병역 중이었던 유고슬라비아의 축구 선수 밀코 주로프스키 (Milko Đurovski)의 눈에 띄어, 프로 축구 선수의 길을 걷게 되었다.
그 무렵 그는 파르티잔 베오그라드, (1989-1993), 임대 선수로 뛰었던 프롤레테르 즈레냐닌(1990-1991), 비토리아 SC (1993-1996), FC 포르투 (1996-1999), 올림피아코스 (1999-2000), 발렌시아 (2000-2001) 그리고 벤피카 (2001-2005) 등의 클럽에서 뛰었다.
또한 UEFA 유로 2000 조별리그에서 세르비아와 스페인을 상대로 득점을 기록했지만 팀은 2무 1패·C조 최하위로 조별 리그 탈락의 쓴 맛을 봤다. 그리고 2002년 FIFA 월드컵 당시 처녀 출전한 슬로베니아의 중심 역할을 할 것이라는 많은 기대를 받았으나 광주에서 열린 스페인과의 조별 리그 첫 경기 이후에 스레치코 카타네츠 감독을 공개적으로 비난하면서 대회 도중에 귀국 조치를 당했고 결국 슬로베니아는 자호비치의 공백을 이겨내지 못하고 3패라는 최악의 성적으로 대회를 마무리했다. 그는 조국 슬로베니아를 대표해 80경기를 나와 35골을 넣었으나 정작 클럽 생활을 하면서는 자신의 현 조국인 슬로베니아 팀에서 뛴 적이 없다. 유고슬라비아 시절 뛰었던 팀들은 지금 모두 세르비아에 있다.

## 수상
파르티잔
- 1992-93 유고슬라비아 1부 리그 우승

 포르투
- 프리메이라리가 : 1996-97, 1997-98, 1998-99
- 1997-98 타사 드 포르투갈 우승
- 포르투갈 슈퍼컵 : 1997-98, 1998-99

 올림피아코스
- 1999-00 수페르리가 엘라다 우승

 벤피카
- 2004-05 프리메이라리가 우승
- 2003-04 타사 드 포르투갈 우승

 발렌시아 
- UEFA 챔피언스리그 2000-01 준우승